# Aegus squalidus ericsoni
Aegus squalidus ericsoni es una subespecie de coleóptero de la familia Lucanidae.

## Distribución geográfica
Habita en Malaya, Borneo, Sumatra (Indonesia).